# Antonio Fontán Pérez
Antonio Fontán Pérez (Sevilla, 15 d'octubre de 1923 - Madrid, 14 de gener de 2010), fou un periodista, polític i professor universitari espanyol que va ser el primer President del Senat després del règim franquista.

## Biografia
Va néixer el 15 d'octubre de 1923 a la ciutat de Sevilla. Va iniciar els estudis de filosofia i lletres a la Universitat de Sevilla, finalitzant aquests estudis a la Universitat de Madrid l'any 1944. Després de rebre el doctorat l'any 1948 en aquesta universitat va iniciar els estudis de periodisme a l'Escola Oficial de Periodisme de Madrid, finalitzant-los l'any 1954.
Interessat en la docència fou catedràtic de filologia llatina a la Universitat de Granada (1950-1953), Universitat de Navarra (1956-1967), Universitat Autònoma de Madrid (1972-1975) i Universitat Complutense de Madrid (1975-1988).
Membre supernumerari de l'Opus Dei, el juliol de 2008 fou nomenat marquès de Guadalcanal pel rei Joan Carles I. Morí el 14 de gener de 2010 a la ciutat de Madrid víctima d'una llarga malaltia.

## Activitat periodística
Fundador de la revista "La Actualidad Española", en fou el seu director entre 1952 i 1956. Entre 1967 i 1971 fou redactor del "Diario Madrid", diari que fou suspès quatre mesos pel règim franquista per la seva orientació liberal, demòcrata i contrari a la regla autoritària franquista, i que portà a Fontán a ser processat el 19 ocasions i multat 10 vegades.
Ferm defensor de la llibertat d'expressió, fou membre del comitè internacional de l'Institut Internacional de Premsa, amb seu a Zúric (Suïssa), i en fou president del comitè espanyol. Posteriorment fou vicepresident de la cadena d'emissores SER i president de l'agència de publicitat CID.
Des de l'any 1990 és president de la "Nueva Revista de Política, Cultura y Arte", revista que ell mateix fundà.

## Activitat política
Després d'intervindre en la fundació del Partit Demòcrata d'Espanya al costat de Joaquín Garrigues Walker, va ser membre del Consell Privat del comte de Barcelona Joan de Borbó fins a l'any 1969, i posteriorment participà en la comissió de professors que va dirigir els estudis del príncep Joan Carles de Borbó.
Amb la fusió del Partit Democràta d'Espanya dins la Unió de Centre Democràtic (UCD) fou escollit senador al Senat en representació de la província de Sevilla en les eleccions generals de 1977, col·laborant i assessorant en la redacció de la Constitució Espanyola de 1978 sobre els temes de la llibertat d'expressió i els drets fonamentals, i esdevenint President del Senat, càrrec que ocupà fins al final de la legislatura. En les eleccions generals de 1979 fou escollit diputat al Congrés per la província de Madrid i fou nomenat Ministre d'Administració Territorial per Adolfo Suárez, sent el primer a ocupar aquest ministeri de nova creació. Fou rellevat del seu càrrec en la primera remodelació del govern al maig de 1980.